# Richard de Beauchamp, XIII conte di Warwick
Richard de Beauchamp (Salwarpe, 23 gennaio 1382 – Rouen, 30 aprile 1439) è stato un militare e politico inglese, nonché Conte di Aumale e il tredicesimo conte di Warwick.

## Biografia
Era figlio di Thomas de Beauchamp, XII conte di Warwick e di Margaret Ferrers.
Ricevette il cavalierato in occasione dell'Incoronazione di Enrico IV d'Inghilterra. Divenne per diritto ereditario conte di Warwick nel 1401.
Poco dopo aver raggiunto la sua maggiore età e aver assunto il titolo del padre, partecipò ad un'azione militare in Galles per reprimere la ribellione guidata da Owain Glyndŵr . Il 22 luglio 1403, il giorno dopo la battaglia di Shrewsbury, fu nominato Cavaliere dell'ordine della Giarrettiera.
Nell'estate del 1404 guidò nel Monmouthshire le forze reali. Nella battaglia di Mynydd Cwmdu, combattuta vicino al Castello di Tretower a poche miglia da Crickhowell riuscì quasi a catturare Owain Glyndwr, prendendone la bandiera e costringendo i gallesi alla fuga. Richard e i suoi li inseguirono lungo la valle del fiume Usk, dove i ribelli si raggrupparono e tentarono di tendere un agguato agli inglesi.
Nel 1408 andò in pellegrinaggio alla Terra santa dove prese parte a molti combattimenti sportivi, in occasione dei quali divenne molto popolare. Nel viaggio di ritorno si recò in Russia e nell'Europa Orientale, per poi tornare in Inghilterra nel 1410.
Nel 1410 venne nominato membro del consiglio reale e nel 1413 fu Lord High Steward in occasione dell'incoronazione del principe Enrico V d'Inghilterra.
L'anno successivo contribuì a far cadere la rivolta dei Lollardi e poi si recò in Normandia, come capitano di Calais per rappresentare l'Inghilterra al Concilio di Costanza. Trascorse gran parte del successivo decennio a combattere i francesi nella guerra dei cent'anni.
Nel 1419 fu creato Conte di Aumale, nell'ambito della politica del re di dare titoli normanni ai propri nobili. Venne inoltre nominato Magister equitum.
Enrico V affidò a Warwick l'educazione del figlio Enrico, futuro Enrico VI d'Inghilterra . Questo dovere gli impose di viaggiare avanti e indietro tra l'Inghilterra e Normandia molte volte.

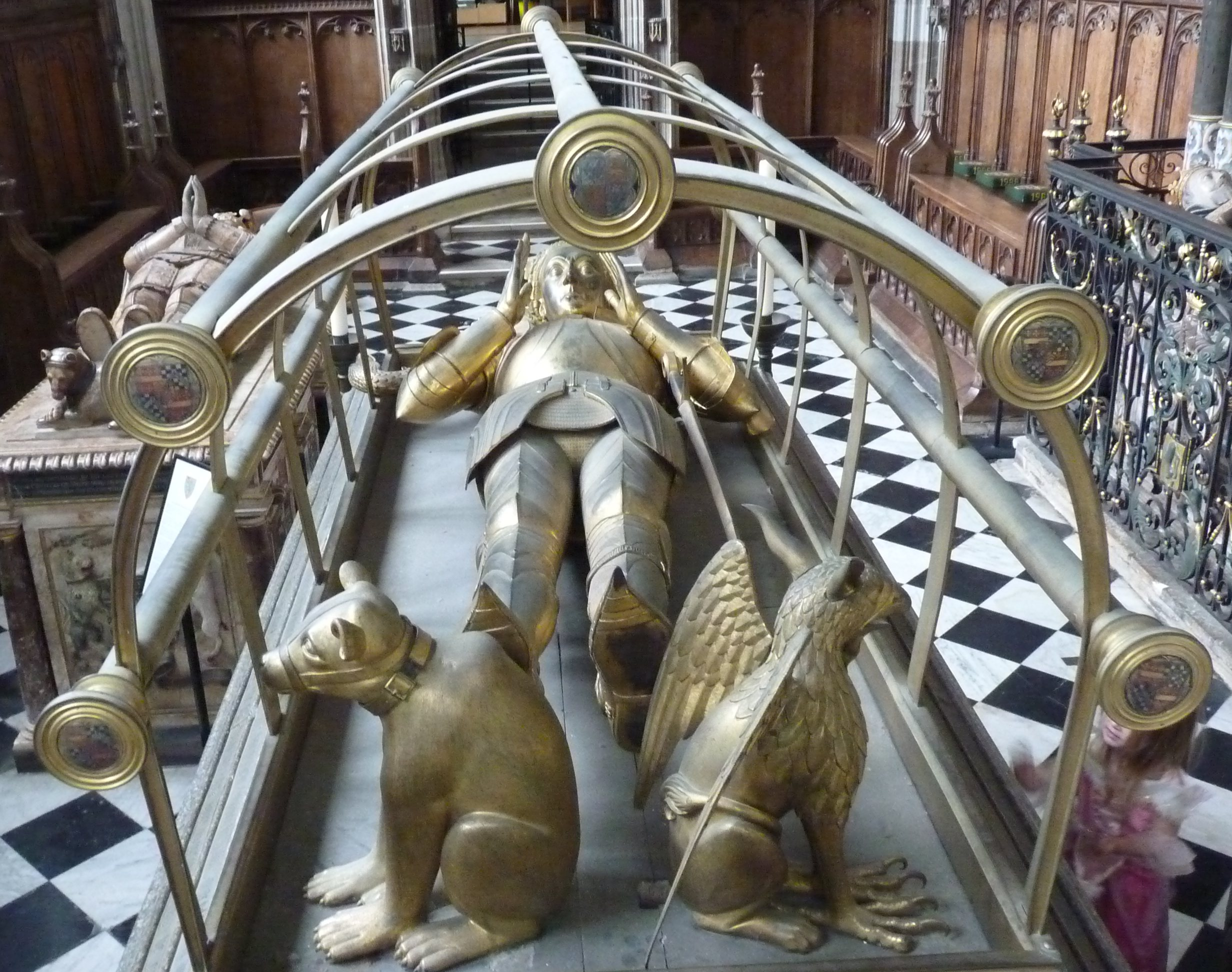
Tomba di Richard de Beauchamp nella Chiesa di Santa Maria a Warwick

Nel 1437 il Consiglio di reggenza reale ritenne compiuto il suo dovere formativo e lo nominò luogotenente di Francia e Normandia. In Francia rimase per i restanti due anni della sua vita. Morì a Rouen nel 1437. Quando i lavori per la costruzione del suo sepolcro vennero terminati, il suo corpo venne trasportato nel 1475 nella Chiesa di Santa Maria a Warwick.

## Matrimoni e discendenza
Sposò prima del 5 ottobre 1397 Elizabeth de Berkeley, figlia di Thomas de Berkeley, V barone Berkeley. Dal matrimonio nacquero tre figlie sopravvissute all'infanzia:
- Margaret Beauchamp (1404 - 1468), che sposò John Talbot, I conte di Shrewsbury;
- Eleanor Beauchamp, (1407-1467) che sposò Thomas de Ros, V barone de Ros e poi sposato Edmund Beaufort, II duca di Somerset;
- Elizabeth Beauchamp , (1417-?) che sposò George Neville, I barone Latimer.

In seconde nozze sposò Isabel la Despencer, figlia di Thomas le Despenser, I conte di Gloucester, da cui ebbe altri due figli:
- Henry de Beauchamp, I duca di Warwick, (1425-1446), che succedette al padre come Conte di Warwick, e più tardi divenne duca di Warwick;
- Anne de Beauchamp, (1426-1492) che fu contessa di Warwick alla morte del nipote e sposò Richard Neville.

## Ascendenza
|                                              |                                           |                                            | Genitori                                       |  |  | Nonni |  |  | Bisnonni                             |  |  | Trisnonni                                 |  |
|                                              |                                           |                                            |                                                |  |  |       |  |  | Guy de Beauchamp, X conte di Warwick |  |  | William de Beauchamp, IX conte di Warwick |  |
|                                              |                                           |                                            |                                                |  |  |       |  |  | Guy de Beauchamp, X conte di Warwick |  |  | William de Beauchamp, IX conte di Warwick |  |
|                                              |                                           | Maud FitzJohn                              |                                                |  |  |       |  |  | Guy de Beauchamp, X conte di Warwick |  |  |                                           |  |
| Thomas de Beauchamp, XI conte di Warwick     |                                           |                                            |                                                |  |  |       |  |  | Guy de Beauchamp, X conte di Warwick |  |  |                                           |  |
|                                              |                                           | Alice de Toeni                             | Ralph VII de Toeni, lord Toeni di Flamsted     |  |  |       |  |  |                                      |  |  |                                           |  |
|                                              |                                           | Alice de Toeni                             | Ralph VII de Toeni, lord Toeni di Flamsted     |  |  |       |  |  |                                      |  |  |                                           |  |
|                                              |                                           | Alice de Toeni                             | Mary                                           |  |  |       |  |  |                                      |  |  |                                           |  |
| Thomas de Beauchamp, XII conte di Warwick    |                                           | Alice de Toeni                             |                                                |  |  |       |  |  |                                      |  |  |                                           |  |
|                                              |                                           | Roger Mortimer, I conte di March           | Edmund Mortimer, II barone Mortimer di Wigmore |  |  |       |  |  |                                      |  |  |                                           |  |
|                                              |                                           | Roger Mortimer, I conte di March           | Edmund Mortimer, II barone Mortimer di Wigmore |  |  |       |  |  |                                      |  |  |                                           |  |
|                                              |                                           | Roger Mortimer, I conte di March           | Margaret de Fiennes                            |  |  |       |  |  |                                      |  |  |                                           |  |
| Katherine Mortimer                           |                                           | Roger Mortimer, I conte di March           |                                                |  |  |       |  |  |                                      |  |  |                                           |  |
|                                              |                                           | Joan de Geneville, II baronessa Geneville  | Piers de Geneville                             |  |  |       |  |  |                                      |  |  |                                           |  |
|                                              |                                           | Joan de Geneville, II baronessa Geneville  | Piers de Geneville                             |  |  |       |  |  |                                      |  |  |                                           |  |
|                                              |                                           | Joan de Geneville, II baronessa Geneville  | Jeanne de Lusignan, signora di Couhé e Peyrat  |  |  |       |  |  |                                      |  |  |                                           |  |
| Richard de Beauchamp, XIII conte di Warwick  |                                           | Joan de Geneville, II baronessa Geneville  |                                                |  |  |       |  |  |                                      |  |  |                                           |  |
|                                              | Henry Ferrers, II barone Ferrers di Groby | William Ferrers, I barone Ferrers di Groby |                                                |  |  |       |  |  |                                      |  |  |                                           |  |
|                                              | Henry Ferrers, II barone Ferrers di Groby | William Ferrers, I barone Ferrers di Groby |                                                |  |  |       |  |  |                                      |  |  |                                           |  |
|                                              | Henry Ferrers, II barone Ferrers di Groby | Margaret Segrave                           |                                                |  |  |       |  |  |                                      |  |  |                                           |  |
| William Ferrers, III barone Ferrers di Groby | Henry Ferrers, II barone Ferrers di Groby |                                            |                                                |  |  |       |  |  |                                      |  |  |                                           |  |
|                                              |                                           | Isabel Verdon                              | Theobold Verdon, II barone Verdun              |  |  |       |  |  |                                      |  |  |                                           |  |
|                                              |                                           | Isabel Verdon                              | Theobold Verdon, II barone Verdun              |  |  |       |  |  |                                      |  |  |                                           |  |
|                                              |                                           | Isabel Verdon                              | …                                              |  |  |       |  |  |                                      |  |  |                                           |  |
| Margaret Ferrers                             |                                           | Isabel Verdon                              |                                                |  |  |       |  |  |                                      |  |  |                                           |  |
|                                              |                                           | Robert Ufford, I conte di Suffolk          | Robert Ufford                                  |  |  |       |  |  |                                      |  |  |                                           |  |
|                                              |                                           | Robert Ufford, I conte di Suffolk          | Robert Ufford                                  |  |  |       |  |  |                                      |  |  |                                           |  |
|                                              |                                           | Robert Ufford, I conte di Suffolk          | Cecily de Valiones                             |  |  |       |  |  |                                      |  |  |                                           |  |
| Margaret Ufford                              |                                           | Robert Ufford, I conte di Suffolk          |                                                |  |  |       |  |  |                                      |  |  |                                           |  |
|                                              |                                           | Margaret Norwich                           | Walter Norwich                                 |  |  |       |  |  |                                      |  |  |                                           |  |
|                                              |                                           | Margaret Norwich                           | Walter Norwich                                 |  |  |       |  |  |                                      |  |  |                                           |  |
|                                              |                                           | Margaret Norwich                           | Catherine Hedersete                            |  |  |       |  |  |                                      |  |  |                                           |  |
|                                              |                                           | Margaret Norwich                           |                                                |  |  |       |  |  |                                      |  |  |                                           |  |